# Горлівський вугільний басейн
Горлівський вугільний басейн — розташований у районі Новосибірська, Росія.
Запаси високоякісних антрацитів, зручних для видобутку — 6 млрд т, частина з них придатна для відкритої розробки.
Вугленосна товща потужністю 640—940 м містить до 55 пластів і прошарків вугілля (потужність окремих пластів від 10-14 до 26-41 м), витягнута смугою в північно-східному напрямку на 120 км при середній ширині 1,5-7,5 км . Прогнозні запаси до глибини 900 м оцінені в 6,5 млрд т.